# Rally Islas Canarias - El Corte Inglés de 2009
El Rally Islas Canarias - El Corte Inglés 2009 fue la edición 33.ª y la segunda ronda de la temporada 2009 del Campeonato de España de Rally. Se celebró del 23 al 25 de abril y contó con un itinerario de doce tramos sobre asfalto que sumaban un total de 220,45 km cronometrados. Fue también puntuable para el European Rally Cup South, para el campeonato de Canarias, la Copa Suzuki Swift y la Mitsubishi Evo Cup.

## Itinerario
| Día   | Tramo                     | Nombre                      | Distancia | Hora                | Ganador                            | Tiempo       | Líder               |
| ----- | ------------------------- | --------------------------- | --------- | ------------------- | ---------------------------------- | ------------ | ------------------- |
| Día 1 | TC1                       | Ingenio-Tejeda 1            | 29,98 km  | 09:16               | Neutralizado                       | Neutralizado | Neutralizado        |
| Día 1 | TC2                       | Artenara-Valleseco 1        | 4,84 km   | 10:23               | Santiago Concepción                | 3:19.8       | Santiago Concepción |
| Día 1 | TC3                       | Telde-Ayacata 1             | 18,52 km  | 12:51               | Sergio Vallejo                     | 10:53.4      | Sergio Vallejo      |
| Día 1 | TC4                       | Cruz de Tejeda-Fontanales 1 | 15,86 km  | 13:44               | Sergio Vallejo                     | 9:37.7       | Sergio Vallejo      |
| Día 1 | TC5                       | Telde-Ayacata 1             | 18,52 km  | 16:17               | Sergio Vallejo                     | 10:50.5      | Sergio Vallejo      |
| Día 1 | TC6                       | Cruz de Tejeda-Fontanales 1 | 15,86 km  | 17:10               | Miguel Ángel Fuster Sergio Vallejo | 9:33.8       | Sergio Vallejo      |
| Día 2 |                           |                             |           |                     |                                    |              | Sergio Vallejo      |
| TC7   | Los Corralillos-Sardina   | 10,05 km                    | 09:03     | Sergio Vallejo      | 5:47.4                             |              | Sergio Vallejo      |
| TC8   | Ingenio-Tejeda 2          | 29,98 km                    | 09:58     | Sergio Vallejo      | 17:42.4                            |              | Sergio Vallejo      |
| TC9   | Agüimes-Santa Lucía 1     | 17,85 km                    | 13:17     | Sergio Vallejo      | 11:35.8                            |              | Sergio Vallejo      |
| TC10  | San Bartolomé-San Mateo 1 | 20,57 km                    | 14:00     | Miguel Ángel Fuster | 11:35.8                            |              | Sergio Vallejo      |
| TC11  | Agüimes-Santa Lucía 1     | 17,85 km                    | 16:37     | Sergio Vallejo      | 11:31.1                            |              | Sergio Vallejo      |
| TC12  | San Bartolomé-San Mateo 1 | 20,57 km                    | 17:20     | Sergio Vallejo      | 12:04.7                            |              | Sergio Vallejo      |

## Clasificación final
| Pos.                     | Piloto               | Copiloto            | Automóvil                | Tiempo    | Diferencia |
| General                  | General              | General             | General                  | General   | General    |
| ------------------------ | -------------------- | ------------------- | ------------------------ | --------- | ---------- |
| 1.                       | Sergio Vallejo       | Diego Vallejo       | Porsche 997 GT3 RS 3.6   | 2:13:23.9 | 0.0        |
| 2.                       | Miguel Ángel Fuster  | José Vicente Medina | Porsche 997 GT3 RS 3.6   | 2:14:24.1 | +1:00.2    |
| 3.                       | Santiago Concepción  | Nazer Ghuneim       | Porsche 997 GT3 RS 3.6   | 2:15:12.1 | +1:48.2    |
| 4.                       | Xevi Pons            | Álex Haro           | Mitsubishi Lancer Evo X  | 2:15:31.7 | +2:07.8    |
| 5.                       | Enrique García Ojeda | Jordi Barrabés      | Subaru Impreza STi N14   | 2:17:11.8 | +3:47.9    |
| 6.                       | Yeray Lemes          | Samuel Vega         | Mitsubishi Lancer Evo IX | 2:17:48.8 | +4:24.9    |
| 7.                       | Armide Martín        | Alejandro Rodríguez | Mitsubishi Lancer Evo IX | 2:19:57.5 | +6:33.6    |
| 8.                       | José María Ponce     | Carlos Larrodé      | BMW M3 E30               | 2:23:34.7 | +10:10.8   |
| 9.                       | Matthias Kahle       | Thomas Schünemann   | Porsche 996 GT3          | 2:25:29.3 | +12:05.4   |
| 10.                      | José Luis Barrios    | Eloy Rivero         | Subaru Impreza STi       | 2:29:31.9 | +16:08.0   |
| European Rally Cup South |                      |                     |                          |           |            |
| 1. (7.)                  | Armide Martín        | Alejandro Rodríguez | Mitsubishi Lancer Evo IX | 2:19:57.5 | 0.0        |
| 2. (10.)                 | José Luis Barrios    | Eloy Rivero         | Subaru Impreza STi       | 2:29:31.9 | +9:34.4    |
| 3. (11.)                 | Víctor M. Mendoza    | Francisco Vega      | Mitsubishi Lancer Evo X  | 2:31:15.7 | +11:18.2   |
| Campeonato de España     |                      |                     |                          |           |            |
| 1.                       | Sergio Vallejo       | Diego Vallejo       | Porsche 997 GT3 RS 3.6   | 2:13:23.9 | 0.0        |
| 2.                       | Miguel Ángel Fuster  | José Vicente Medina | Porsche 997 GT3 RS 3.6   | 2:14:24.1 | +1:00.2    |
| 3.                       | Santiago Concepción  | Nazer Ghuneim       | Porsche 997 GT3 RS 3.6   | 2:15:12.1 | +1:48.2    |
| Campeonato de Canarias   |                      |                     |                          |           |            |
| 1. (3.)                  | Santiago Concepción  | Nazer Ghuneim       | Porsche 997 GT3 RS 3.6   | 2:15:12.1 | 0.0        |
| 2. (7.)                  | Armide Martín        | Alejandro Rodríguez | Mitsubishi Lancer Evo IX | 2:19:57.5 | +4:45.4    |
| 3. (8.)                  | José María Ponce     | Carlos Larrodé      | BMW M3 E30               | 2:23:34.7 | +8:22.6    |